# 小行星2450
小行星2450（2450 Ioannisiani）是一颗围绕太阳公转的小行星。1978年9月1日，尼古拉·切爾尼赫在克里米亚发现了此天体。
該小行星以蘇聯望遠鏡設計師巴格拉特·艾奧尼西安尼命名。
这颗小行星的绝对星等为95.48822949519575等。